# Stelling van Antwerpen

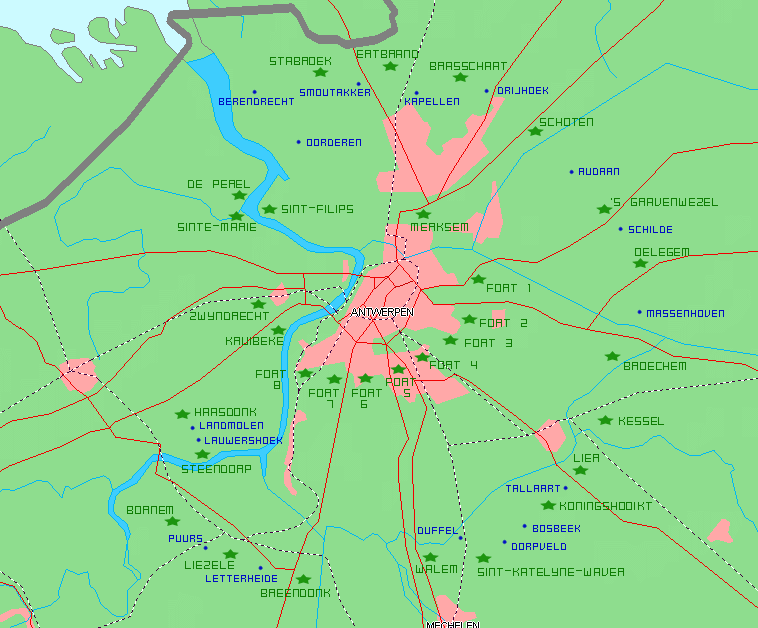
Kaart van de forten.

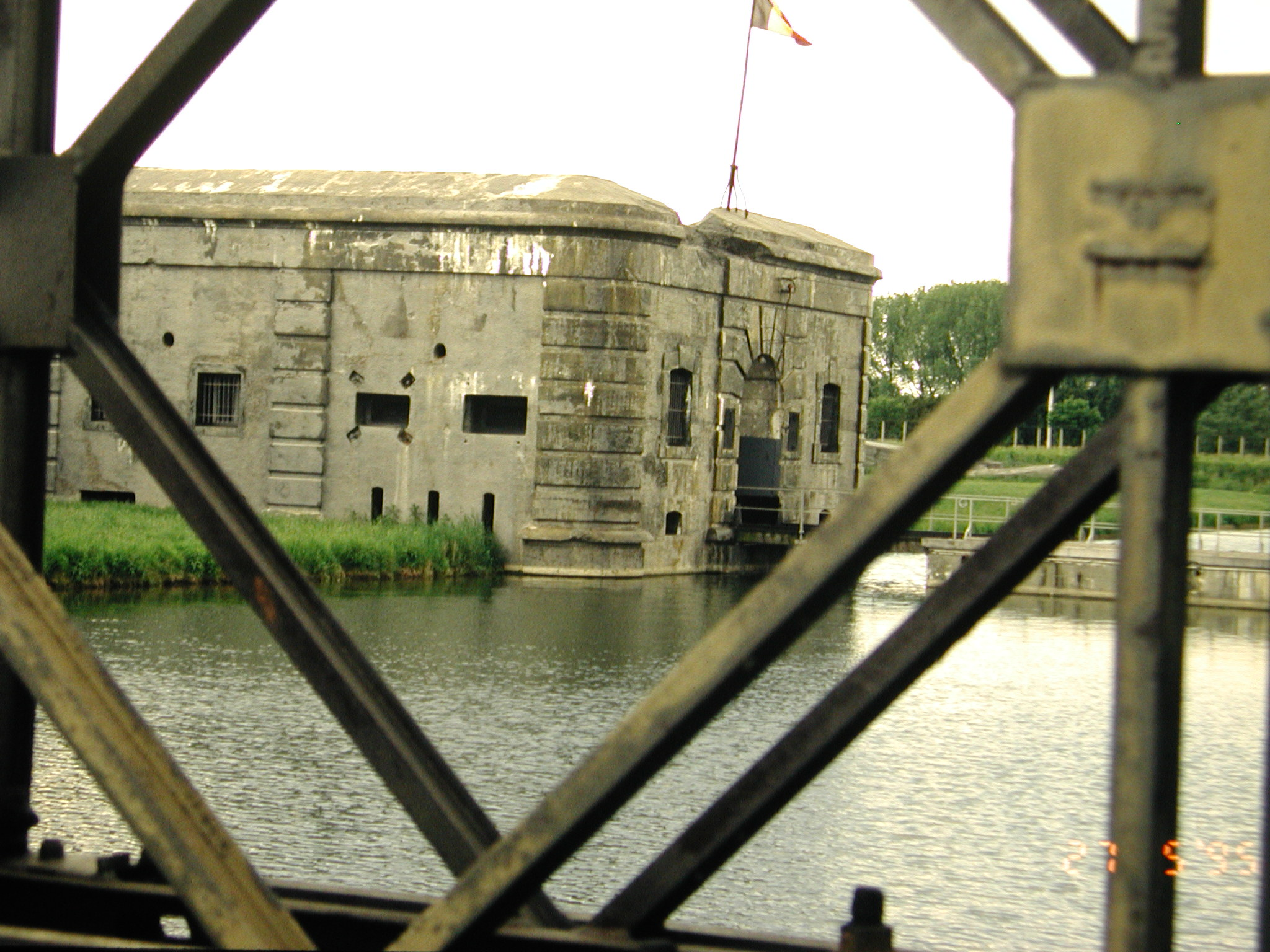
De ingang van Fort Breendonk.

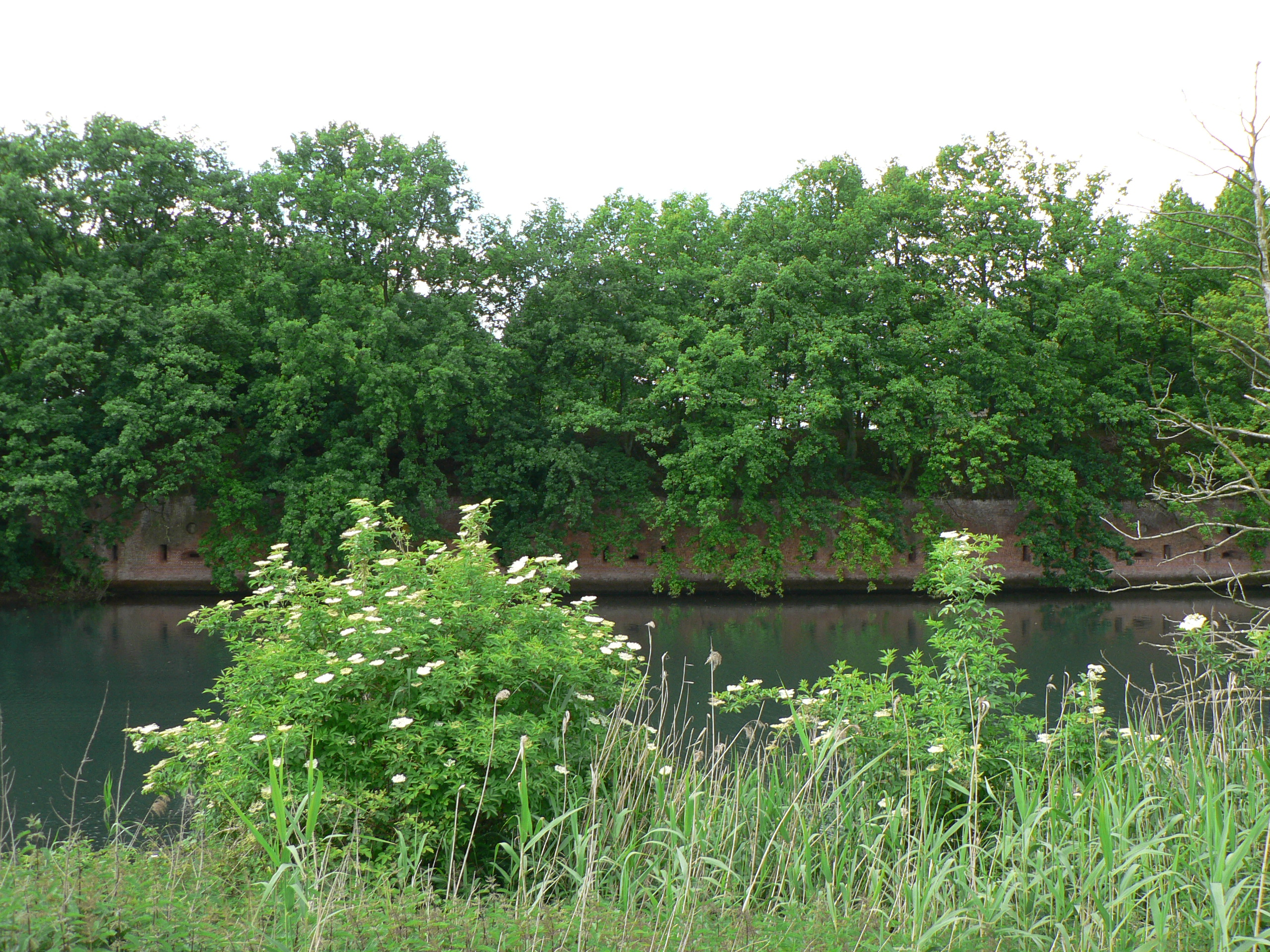
Fort 3, Borsbeek.

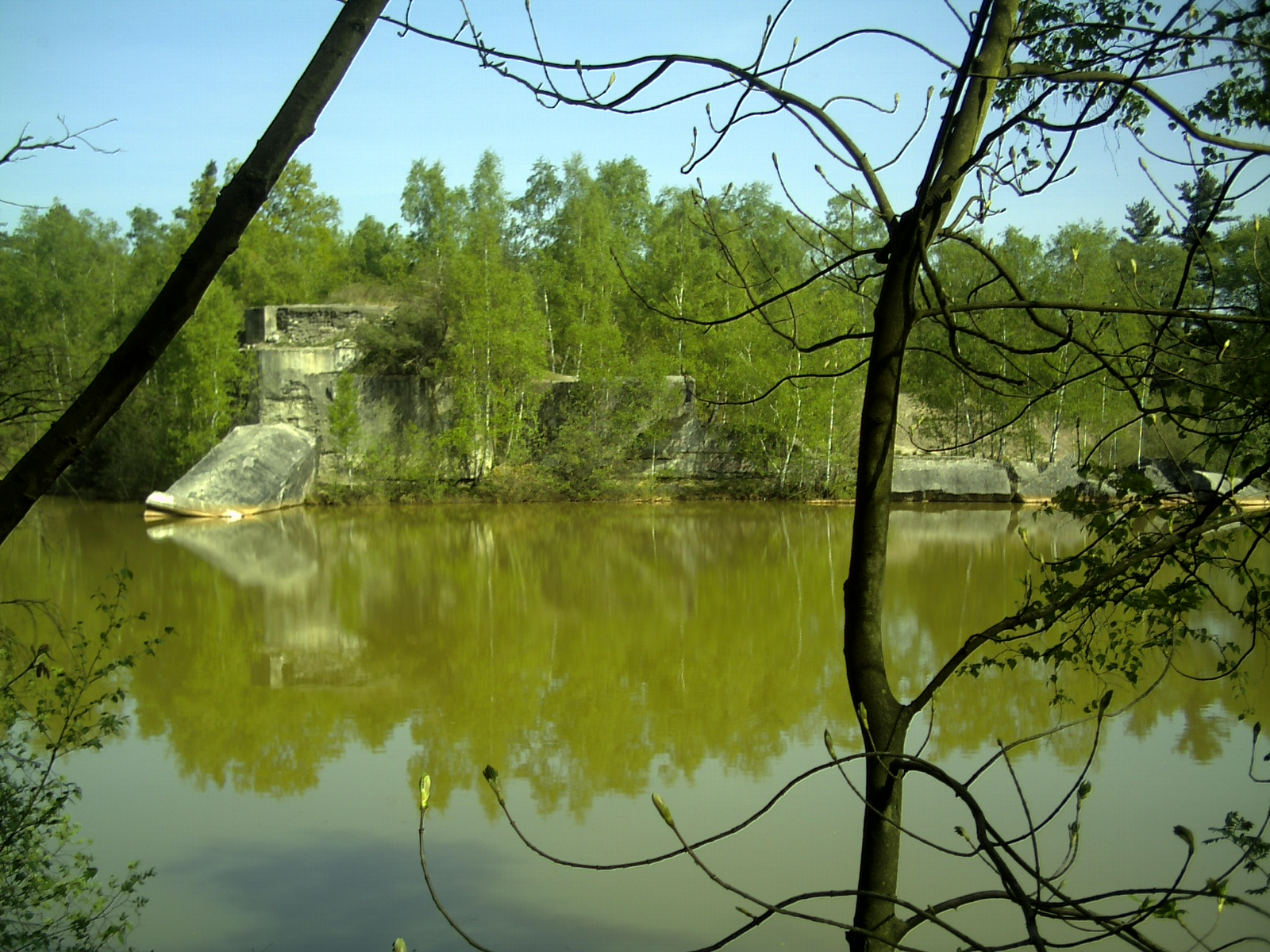
De verwoeste linkervleugel van het Fort van Brasschaat.

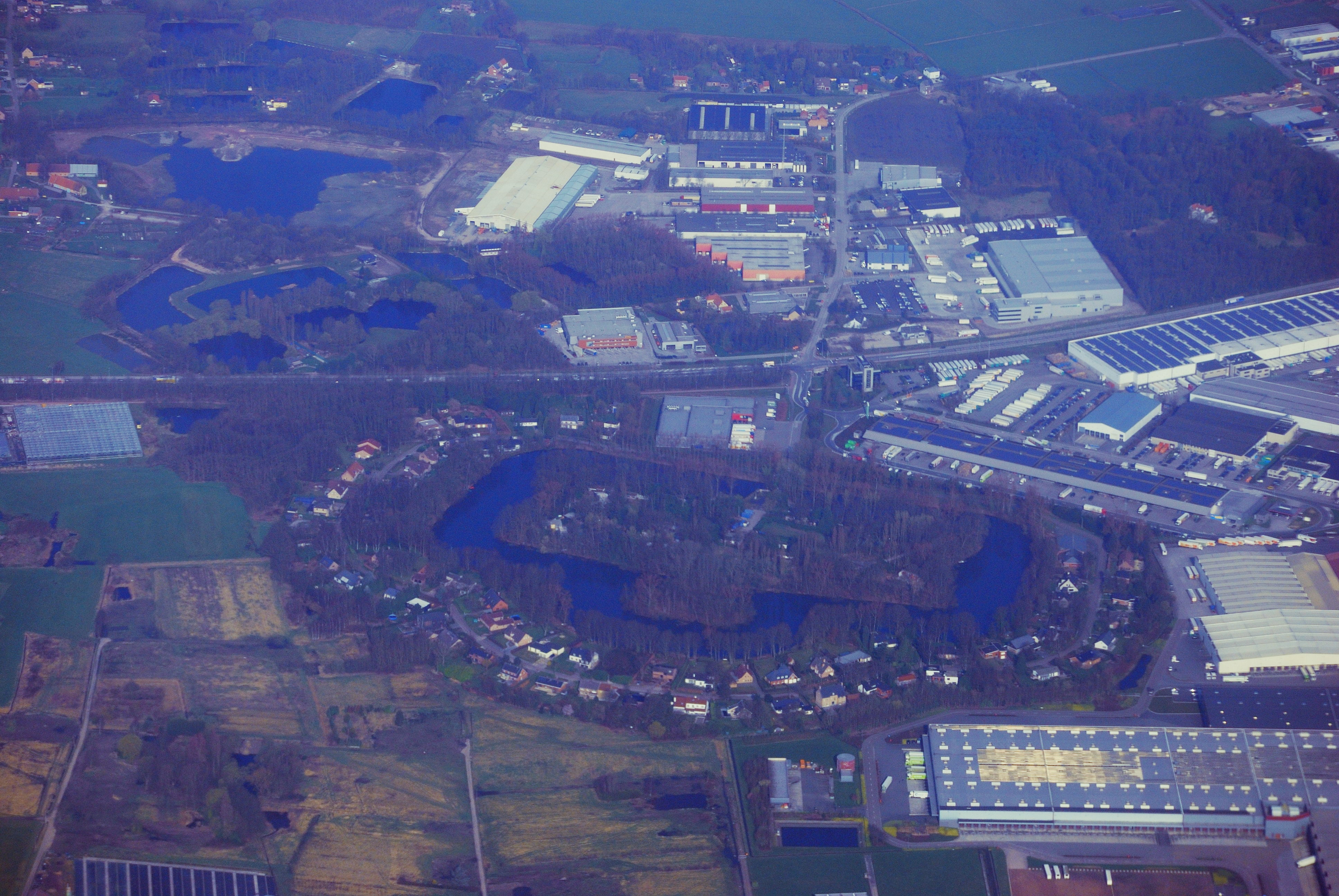
Fort 12, Sint-Katelijne-Waver.

De Stelling van Antwerpen was een militaire verdedigingsgordel rond Antwerpen bestaande uit twee ringen van forten. De fortengordel, die de stad moest beschermen tegen bombardementen en vrijwaren van bezetting, werd gebouwd tussen 1859 en 1914. Deze verdedigingsstructuur bestaande uit gegroepeerde forten noemde men PFA (La Position fortifiée d'Anvers). Deze PFA had als bijzondere bedoeling te dienen als reduit of nationale terugvalbasis bij vijandelijkheden om alzo via de Westerschelde terug te vallen op de kustversterking.
De binnenste fortengordel, bestaande uit de 8 Brialmontforten, ligt nu (behalve het gesloopte Fort 1) net buiten de R11 (Krijgsbaan). De daarbij horende 'Grote Omwalling van Brialmont' of 'Brialmontomwalling' moest in de jaren zestig plaats ruimen voor het tracé van de Antwerpse Ring (R1) en Antwerpse Singel (R10). De tweede, buitenste fortengordel, de Hoofdweerstandstelling, ligt in een 95 km wijde boog rond Antwerpen, op zo'n 20 kilometer van de stad en bestaat nog steeds.
De steden Namen en Luik werden eveneens voorzien van een fortengordel (zie Forten rond Luik). Samen met de KW-stelling vormden deze fortengordels rond belangrijke steden de kern van de Belgische defensie tot 1940.

## Geschiedenis

### Tot 1830
Antwerpen kende een eeuwenlange traditie van stadsmuren en omwallingen die als concentrische (halve) cirkels de steeds uitdijende bevolking van de stad probeerden te omsluiten. Omstreeks het jaar 1000 werd in opdracht van Markgraaf Gozelo I, later Hertog van Neder-Lotharingen, ter vervanging van de aarden ringwalburg, de 'Burchtmuur' in steen aangelegd waarvan de huidige straten Burchtgracht en Palingbrug en de fundering van het Steen nog restanten zijn.
Tijdens de derde stadsuitbreiding (1295-1314) werd door Hertog Jan II van Brabant de veel grotere 'Middeleeuwse Stadsmuur' gebouwd. Het tracé daarvan is nog te herkennen in de huidige straatnamen die eindigen op rui, vest of vliet. Deze stadsmuur telde 50 torens en 19 water- en landpoorten.
Vanaf 1542 (tot 1553) werd deze muur op instigatie van Keizer Karel V gesloopt en vervangen door de 'Spaanse omwalling'.
De Spaanse omwalling was 5 km lang, telde negen bastions, acht fronten (deel van de muur tussen de bastions), vijf renaissancepoorten (met toegangsbruggen over de gracht) en een buitengrachtmuur. Deze Spaanse omwalling lag ter hoogte van de huidige Leien. Het was aan de zuidkant begrensd door de Citadel van Antwerpen (het Zuidkasteel) en aan de noordkant door het Fort Ferdinand, het latere Noordkasteel, op het grondgebied van Oosterweel. De forten, Fort De Perel, Fort Sint-Marie en Fort Sint-Filips waren in de Tachtigjarige Oorlog in 1584 gebouwd door de hertog van Parma (Alexander Farnese) met de bedoeling de bevoorrading van (de Hollanders in) Antwerpen te blokkeren. Deze forten lagen in de bocht van Kallo in de Schelde.

### Na 1830
Na de onafhankelijkheid van België in 1830 bestond de verdediging van het neutrale België uit 19 vestingsteden, die een bescherming tegen Frankrijk moesten vormen, de zogenaamde Wellingtonbarrière. De verdediging bij Antwerpen was verder gericht op verdediging van de Schelde als rivier, de zgn. redeverdediging. Deze functie werd vervuld door de forten De Perel, Fort Burcht, Fort Isabella en het Fort Sint-Marie. De redeverdediging van de Schelde werd aangevuld door de uitbouw van het fort Vlaams Hoofd dat lag ter plaatse van het huidige premetrostation Van Eeden aan de Sint-Annatunnel.
Bevreesd voor een Franse aanval en annexatie na de staatsgreep van keizer Napoleon III op 2 december 1851 werd het noodzakelijk geacht de Belgische verdediging meer te centraliseren. Dit resulteerde in het Defensieconcept van 1852. Gezien de beperkte Belgische troepensterkte werd besloten een aantal vestingen van de Wellingtonbarrière op te heffen en in Antwerpen een Verschanst Kamp te bouwen. De Spaanse omwalling (de huidige Leien) werd niet gesloopt maar 1,5 km tot 3 km verder beschermd door zeven 'gebastioneerde' aarden veldversterkingen met een open keel die werd afgeschermd door een palissade. Deze kleine vestingwerken met zijden van ongeveer 150 meter worden de hulpforten of 'fortjes 1-7' genoemd om ze te onderscheiden met de latere Brialmontforten 1-8. Ze waren slechts operationeel van 1853 tot 1859.
Nog voor de kredietwet van 3 april 1852 werd gestemd, werden de graafwerken voor de fortjes 1 tot 4 aanbesteed. Die van de fortjes 5 tot 7 en de lunet 2-3 (lunet Deurne) startten in september van hetzelfde jaar. Reeds in december 1852 werden de kelen van de fortjes afgesloten door een gecreneleerde (van schietgaten voorziene) muur en een gemetst reduit. Voor een betere redeverdediging (van de Schelde) werd er in 1852 een nieuw fort Vlaams Hoofd gebouwd op de linkeroever. Het bestaande fort werd afgebroken en vervangen door een gebastioneerde aarden vijfhoek.

## Binnenste fortengordel

### Wet van 8 september 1859

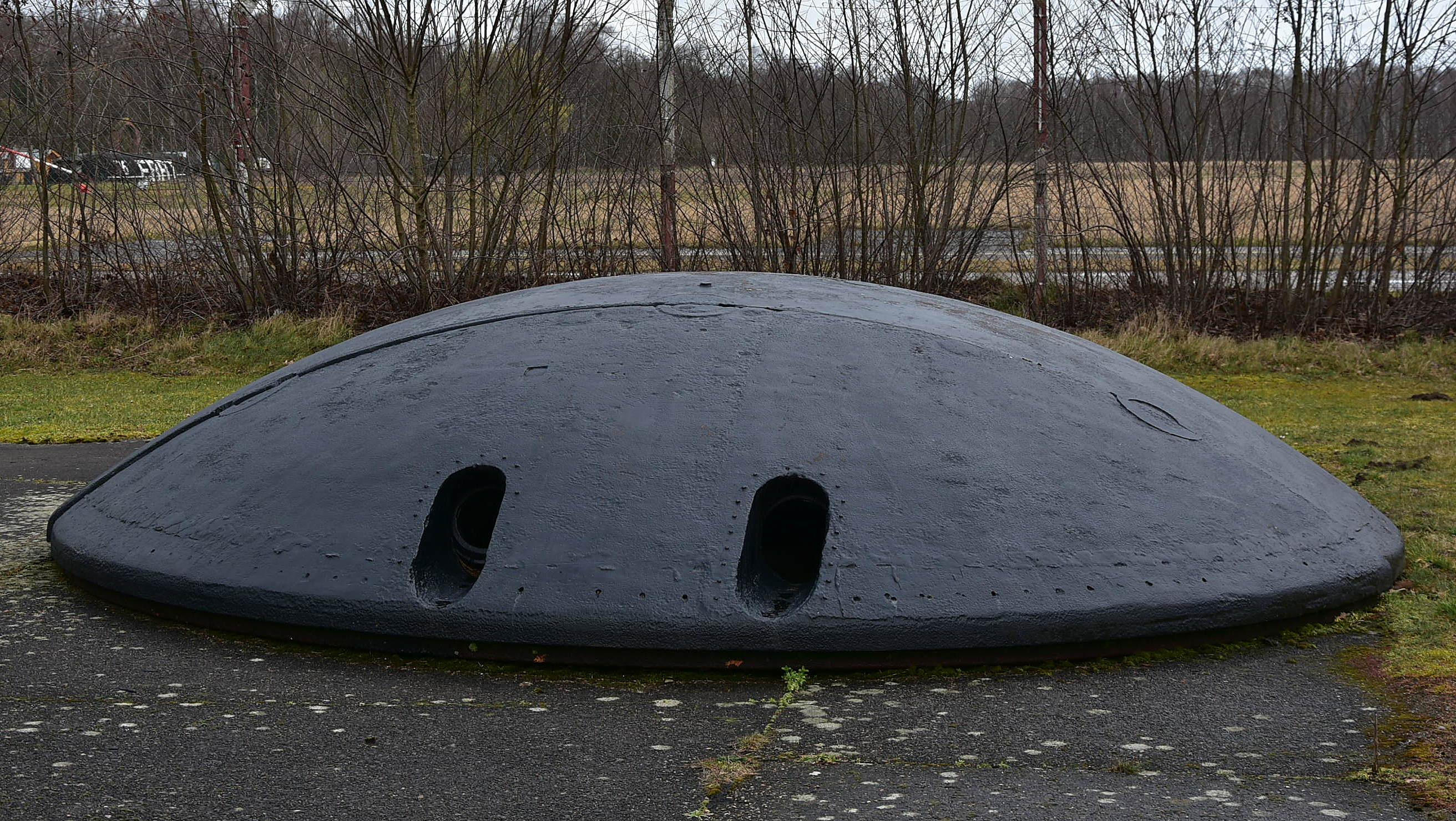
Een koepel van een van de forten van Antwerpen in het Site Gunfire Brasschaat-Museum

Mede onder invloed van de ideeën van de Franse militair-ingenieur de Montalembert veranderde in 1859 het Defensieconcept opnieuw. Omdat een integrale verdediging van België niet langer haalbaar werd geacht, werd gekozen voor de bouw van één grote kringvesting, een Nationaal Reduit. Om strategische, politieke en economische redenen verkozen de militairen de Vesting Antwerpen boven Oostende, Namen en Brussel als Nationaal Reduit van België. Antwerpen werd dan ook de Militaire Hoofdstad van België genoemd. De verdediging van het Nationaal Reduit (Wet van 8 september 1859) was drieledig: een belegeringsomwalling, een fortengordel en onderwaterzettingen.
De Groote Omwalling van Brialmont, kortweg de Brialmontomwalling, bestond uit een aarden wal op een bakstenen onderbouw met daarvoor een brede vestinggracht en een arsenaal. De omwalling telde 19 poorten en was tevens voorzien van zes schansen met daartussen de kazernes. De nieuwe omwalling werd aangelegd op ongeveer twee kilometer van de Spaanse omwalling die plaats moet ruimen voor de Leien en was 15 kilometer lang. De vesting Antwerpen werd daardoor in één klap zesmaal groter (van 250 naar 1650 ha). De eerste drie (noordelijke) poorten (Ekerse Poort, Bredapoort en Schijnpoort) waren slechts gewone doorgangen met bruggen over de gracht, de overige 16 waren van noord naar zuid en in wijzerzin de volgende monumentale poorten: de tweelingpoorten Turnhoutse poort en de Herentalse poort, de tweelingpoorten Leopoldpoort en Louisapoort, de tweelingpoorten Borsbeekse poort en Spoorbaanpoort, de tweelingpoorten Berchemse poort en Mechelse poort, de tweelingpoorten Edegemse poort en Wilrijkse poort, de tweelingpoorten Sint-Laureinspoort en Kielsepoort, de tweelingpoorten Boomse poort en de (Zuider)spoorwegpoort en ten slotte de tweelingpoorten Sint-Bernardsepoort en Sint-Michielspoort. Als monumenten werden ze opgetrokken in typische negentiende-eeuwse neobarokke en neogotische stijl. De nieuwe citadel Noordkasteel (gebouwd vanaf 1860) op de plaats van het kleinere Fort Ferdinand zou het noordelijke sluitstuk van de Brialmontomwalling vormen. De oude citadel blijft voorlopig behouden.
De bouw van de omwalling was ook een compensatie voor de door de militaire overheid ingewilligde vraag van de Antwerpenaren om de 16e-eeuwse Spaanse Vesten te mogen slechten vanwege de explosieve bevolkingsaangroei. De bouw van de Brialmontvesting ging ook gepaard met het opleggen van de militaire erfdienstbaarheden non-aedificandi op gronden of eigendommen gelegen binnen een straal van 585 meter rond de forten. Enkel tijdelijke, houten gebouwen werden toegelaten. Zo verschenen bijvoorbeeld in Mortsel volledige wijken met houten woningen. Tot vandaag de dag zijn een aantal van deze houten woningen bewaard gebleven in Kapellen, Deurne, Mortsel, Kiel, Hoboken, Broechem, Zwijndrecht en Burcht. Het protest van de grondeigenaars tegen deze door kapitein Brialmont geplande onteigeningen en erfdienstbaarheden leidde in 1862 tot het ontstaan van de Meetingpartij.
De fortengordel zou bestaan uit acht vooruitgeschoven Brialmontforten, telkens op ongeveer 2 kilometer van elkaar, in een 18 km lange gordel van Wijnegem tot Hoboken op 2,7 (fort 5) tot 4,5 km (fort 8) ver van de Grote Omwalling. De gordel van acht polygonale forten bakent het zgn. Verschanst Kamp Rechteroever af, waarin het veldleger kan bivakkeren om van daaruit actief op te treden. Daarenboven voorzag het KB van 6 augustus 1861 in de aanleg van een 13,5 km lange militaire weg of 'Route Militaire', de huidige Krijgsbaan, die de forten onderling en met de stad, via de invalswegen, moest verbinden. In het noorden werd de stad beschermd door een overstromingsgebied.

### Wet van 1870
In de Frans-Duitse Oorlog van 1870 bleek dat het Duitse geschut Parijs kon beschieten vanaf een afstand van 7 km. De gordel van de 8 forten bleek dus te dicht bij de stad te liggen. Aanvankelijk werd besloten tot de bouw van de forten Merksem, Zwijndrecht, en Kruibeke. Daarnaast werd de Scheldeverdediging uitgebreid met de forten De Perel en Sint-Filips op Linkeroever. Dit waren kleine langwerpige pantserforten, gericht tegen vijandelijke oorlogsschepen. Daartoe werd een zware bewapening voorzien met 24 en 28 cm kanonnen. De Perel is overigens nooit bewapend geweest. Ten slotte wordt ook de Citadel van Antwerpen (Zuidkasteel) geslecht om plaats te maken voor de 64 nieuwe straten van de residentiële wijk het Zuid.
Om ook het westelijk deel van de Antwerpse fortengordel te versterken werd op Linkeroever een 'Verschanst Kamp' gebouwd. Het Kamp bestond uit de nieuwe forten van Kruibeke en Zwijndrecht en de Defensieve Dijk tussen het fort van Zwijndrecht en het Fort Sint-Marie. Deze dijk werd aangelegd als waterkering van het inundatiegebied Melselepolder zodat de Borgerweertpolder op Linkeroever gevrijwaard bleef. Langs de aansluitende verdedigingsgracht, het 'Lange Eind', werden nog de lunetten 'Halve Maan' en de 'Put van Fien' gebouwd.

## Buitenste fortengordel

### Vestingwerken in de periode 1877-1905
In 1872 kwam het idee op van de Rupel-Netelijn met de daarom liggende inundeerbare polders als verdedigingslinie. Er ontbraken echter de middelen om direct tot de bouw over te gaan. Vanaf 1878 werden drie sperforten in Walem, Lier en (vanaf 1882) Steendorp gebouwd. Verder werd in 1885 ook sperfort Schoten gebouwd. In 1886 werd het spoorwegfortje van Duffel gebouwd ter verdediging van de spoorlijn Antwerpen-Brussel. Een drietal schansen (Oorderen, Berendrecht en Kapellen) werd gebouwd om respectievelijk de dijken en inundeerbare polders en de spoorlijn naar Nederland te verdedigen. Deze vier sperforten en vier redoutes waren de voorlopers van de zgn. Buitenlinie of buitenste fortengordel (de latere Hoofdweerstandsstelling) die door generaal Séraphin Thiebault, de toenmalige minister van oorlog, werd ontworpen.
In 1900 werd beslist om twee prototypes van pantserforten, met name het Fort van Sint-Katelijne-Waver en het fort Stabroek, aan de verdediging toe te voegen. Hoewel men reeds in 1902 met de bouw ervan was begonnen, waren ze bij het uitbreken van de Eerste Wereldoorlog nog altijd niet afgewerkt of bewapend.

### Pantserforten en -schansen (Wet van 30 maart 1906)
De ontwikkeling van nieuwere wapens ging dusdanig snel dat minister van Oorlog Cousebant d'Alkemade in 1900 een Gemengde Commissie in het leven riep om de verdediging van Antwerpen opnieuw te evalueren. Deze commissie achtte de bestaande verdedigingslinie onvoldoende en kwam uiteindelijk met het Plan Liénard. Pas in mei 1905 diende de regering op basis van dit plan een wetsvoorstel in aan het parlement. Dit plan voorzag in de demilitarisering en afbraak van de Brialmontomwalling en het oprichten van een Veiligheidsomwalling op ongeveer 7 kilometer van de stad. Deze nieuwe omwalling zou in het noorden bestaan uit een doorlopende gracht met een wal verdedigd door caponnières en in het zuiden uit de bouw van 18 nieuwe schansen tussen de forten 1-8 die onderling verbonden waren door een hekwerk. Voor de Eerste Wereldoorlog is het hek er echter nooit gekomen en werd deze vervangen door prikkeldraad. De gracht in het noorden is nooit volledig afgemaakt. 
Tevens werd voorzien in het bouwen van de Hoofdweerstandstelling, een nieuwe verdedigingslinie aan de Rupel-Netelijn op achttien kilometer van de stad. De nieuwe fortengordel is 95 kilometer lang, gaat in een cirkel rond Antwerpen en zal bestaan uit 16 forten en 14 kleine schansen daartussen. Het plan voorzag in de bouw van 11 nieuwe pantserforten en 12 pantserschansen terwijl de reeds bestaande forten (van de Buitenlinie van 1878) werden gemoderniseerd. Op 24 januari 1906 werd het wetsvoorstel, intussen geamendeerd, goedgekeurd in de Kamer en afgekondigd op 30 maart 1906. De regering mag overgaan tot de nodige onteigeningen en voorziet in een speciaal en tijdelijk fonds van 62,72 miljoen frank om de werken te financieren. De Grote Omwalling wordt gedeclasseerd en mag vanaf 31 decembet 1909 worden afgebroken. De Veiligheidsomwalling valt evenwel buiten de wet van 1906 en zal, na het rapport van een Gemengde Commissie, het voorwerp uitmaken van een aparte wet.
De wet van 1906 voorziet tevens in de Grande Coupure, de grote doorsteek van de oude Scheldebedding alsook in een havenkanaal met insteekdokken.

## Bouw van de forten en schansen

### Bouw 'Groote Omwalling' en Brialmontforten
Na goedkeuring van Minister van Oorlog Chazal begon de Compagnie Pauwels in 1860 met de bouw van zowel de 'Groote Omwalling' als de Brialmontforten. Met uitzondering van fortje 2 (fortje Deurne), lunet 2-3 (lunet Deurne) en fortje 4 (tot 1885 nog gebruikt als kazerne en depot), verdwijnen de meeste fortjes van Verschanst Kamp van 1852. Het was een kolossale werf met een toenmalige kost van ruim 80 miljoen frank. In 1864 was de volledige vesting afgewerkt. Om de massale hoeveelheid bakstenen voor de wallen en de forten te kunnen produceren, werden nieuwe steenbakkerijen opgericht of aangekocht. Kanalen werden gemoderniseerd, spoorwegen en wegen werden aangelegd voor het transport van het bouwmateriaal. Er werden zo'n 13.000 arbeiders, zowel burgers als soldaten, ingezet om te bouw te voltooien. Voor de bouwfirma Pauwels betekenden de werken het faillissement van de onderneming.

### Bouw pantserforten en -schansen
De uitvoering van de wet van 1906 loopt nogal wat vertraging op. Pas midden februari 1909 komt de staat in het bezit van de gronden. De werken voor 11 forten en 12 schansen werden toegewezen aan de firma Bolsée uit Antwerpen. Die krijgt 39 maanden de tijd om ze te voltooien. Pas in april 1913 zijn de bouwwerken klaar. In september 1913 begint de firma Cockerill met de levering van de massieve koepels die pas begin 1914 zullen worden gemonteerd. Bij het uitbreken van de Wereldoorlog I zijn nog niet alle koepels ingegoten en zijn de werken voor de elektrische en telefoonvoorzieningen nog in uitvoering.
De bouwwerken zijn van gigantische omvang. In het fort van Liezele gaan 2.600 wagons van 10.000 kilo cement, meer dan 50.000 kubieke meter plaatzand en honderdduizenden kilo's keitjes uit de Maas, goed voor zo'n 33.500 kubieke meter beton. Comfortabel zijn de forten niet, maar de garnizoenen, in oorlogstijd zo'n 400 man, hebben er een voor die tijd goede levensstandaard.

## Architectuur en bewapening

### Brialmontforten
Lange tijd werden de forten gebouwd volgens het gebastioneerd vestingstelsel. Door de ontwikkeling van het geschut in de 18e en 19e eeuw raakte het stelsel stilaan verouderd en werd het vanaf de 19e eeuw geleidelijk vervangen door het in Duitsland ontwikkelde polygonaal stelsel. De Duitse forten kenden een polygonale opbouw met caponnières i.p.v. bastions. Voor de Antwerpse fortengordel reisde Kapitein Brialmont in 1846 naar Duitsland waar hij kennisnam van de Duitse fortenstructuur.

#### Grondplan
De polygonale forten 1-8 werden allemaal min of meer volgens hetzelfde grondplan opgebouwd; ze zijn nagenoeg trapeziumvormig en omgeven door een 30 à 50 meter brede, natte ringgracht en een bedekte weg. Het waren zware, bakstenen constructies die zo veel mogelijk functioneel werden gehouden om de stevigheid te verzekeren. Alleen de gevels van het hoofdfront, de halve caponnières , het officierenpaviljoen en de ingang zijn meer decoratief opgevat en uitgewerkt in een sobere eclectische stijl met lisenen en boogfriezen.
De kanonnen waren vooral geplaatst aan de buitenzijden van het fort. De voorzijde van het fort, het hoofdfront (zijde langs waar de vijand werd verwacht) was 360 meter lang en bestond uit een aarden wal waarop de hoofdbewapening (kanonnen en mortieren voor de verdediging op lange afstand) in open lucht stond opgesteld. Voor het hoofdfront ligt in het midden van de gracht een gedetacheerde (hoofd)caponnière (een soort bunker met een dikte van 2,5 tot 3m) van waaruit een aan weerszijden opgestelde batterij kanonnen het voorste deel van het fort kon verdedigen. Aan de hoeken van het hoofdfront bevonden zich twee halve caponnières. Zowel de hoofdcaponnière als de halve caponnières zijn in een kazematstructuur met kanonkelders.
 Op de zijfronten van het fort stonden kanonnen die gericht waren op het interval tussen de forten. Zij moesten verhinderen dat de vijand tussen de forten door kon glippen.
Het keelfront (achterkant) van het fort werd beschermd door twee lage batterijen (links en rechts) die bereikbaar waren door twee gangen vanuit de contrescarp. Aan de keelzijde bevond zich ook de hoofdingang waarlangs de bevoorrading gebeurde. Deze poort werd voorafgegaan door een ophaalbrug en een vaste brug over de gracht. Er was ook nog een tweede, zijdelingse artillerie-ingang die rechtstreeks uitkwam op het terreplein en beschermd werd door een traverse.
Centraal in het fort bevindt zich het terreplein, met daaromheen het officiersgebouw, het hoofdfrontgebouw en de artilleriekazerne. Overigens hadden alleen de even forten een officiersgebouw, omdat Brialmont één bevelhebber per twee forten voorzag. Kern van het fort is het reduit of binnenfort met de verblijven voor de bemanning van het fort in vredestijd en als laatste wijkplaats als de vijand reeds op het terrein van het fort was doorgedrongen. Dit reduit werd gevormd door twee halve cirkels met een verschillende diameter (90 en 60 meter) die met hun basis tegen elkaar gezet zijn. De grootste halve cirkel, 'de kop', is naar de vijand gericht, de kleinste, 'de staart', is van de vijand af gekeerd. Het reduit werd verdedigd door een traditorebatterij in de staart op de tweede verdieping. Rond het binnenfort loopt een droge gracht, beschermd door een escarp en een contrescarp bestaande uit lokalen met schietgaten. De latere forten zoals de sperforten hebben een vergelijkbare opbouw echter zonder reduit.

#### Aanpassingen
In de eerste forten 1-8 was oorspronkelijk geen vast geschut. Het geschut bestond uit mobiel veldgeschut. Bij de bouw was al enigszins rekening gehouden met ontwikkelingen in het geschut door aangepaste gronddekking.
In de latere forten is vast geschut ingebouwd.
De voornaamste ontwikkeling op het gebied van artillerie waren:
- Vanaf 1885 werd in plaats van buskruit picrinezuur of nitrocellulose gebruikt.
- De uitvinding van de brisantgranaat door het gebruik van TNT in de huls.
- De inzet van stalen kanonnen met een getrokken loop i.p.v. gietijzeren kanonnen met een gladde loop tijdens de Frans-Duitse Oorlog. Zo kon het kaliber worden vergroot waardoor de draagkracht van het geschut met een veelvoud toenam.

Deze ontwikkelingen noodzaakten aanpassingen aan de forten. Qua bewapening werd vanaf 1890 vaste artillerie voorzien. Gedeeltelijk werd de artillerie in (draai-)koepels ondergebracht, gedeeltelijk nog los opgesteld. Vanaf 1890 werd de dikte van de betonnen gewelven op 2,25 – 2,5 m dikte gebracht. De toenmalige kanonnen met een kaliber van 21 cm (Krupp) of 22 cm (mortier Le Creusot). Hiertegen moesten de forten weerstand kunnen bieden. De ontwikkelingen gingen echter zeer snel. In de 1905 gebruikten de Japanners tijdens de belegering van Port Arthur al 28 cm geschut. Kort voor de Eerste Wereldoorlog beschikte Duitsland al over 30,5 en zelfs 42 cm kaliber (“Dikke Bertha”). Proeven in Rusland in 1912 met een Belgische pantserkoepel toonden aan dat deze niet bestand was tegen 28 cm geschut.

### Hoofdweerstandsstelling
De 11 nieuwe forten en 12 schansen zijn betonnen pantserforten, hebben een symmetrische structuur en vertonen grote gelijkenissen met elkaar. Ze zijn goed geïntegreerd in het landschap en lijken vanop afstand slechts vage heuvels. De hindernis bestaat uit een natte gracht. De bescherming van het inwendige berust op een betonnen constructie met een hoofdfront- en een keelfrontkazerne. De betonnen dekking (tot 2,5 meter ongewapend beton) moet het garnizoen beschermen tegen een bombardement tot en met 28 cm-kalibers. De forten zijn achteraan uitgerust met een traditorebatterij, belast met het flankeren van de intervallen tussen de forten en schansen. Ook de pantserkoepels, van verschillende kalibers, zijn alle van het type Cockerill model 1909.
Wat hun bewapening betreft, dient, naargelang hun strategisch belang, een onderscheid te worden gemaakt tussen de forten van de eerste orde, gelegen in de meest waarschijnlijke aanvalssectoren, en de forten van de tweede orde die de overgrote meerderheid vormden. De forten van de tweede orde zijn uitgerust met:
- een koepel voor twee 15 cm kanonnen (39 kg granaten; met een dracht van 8,4 km)
- twee koepels voor een 12 cm houwitser (20 kg granaten; dracht 6,4 km)
- vier koepels voor een 7,5 cm kanon (5,5 kg zware granaten; dracht 6 km).

De forten van de eerste orde hebben daarenboven nog een bijkomende koepel voor twee 15 cm-kanonnen en twee bijkomende koepels voor een 7,5 cm-kanon, die om besparingsredenen echter niet meer zullen geplaatst worden.
Verder onderscheiden de forten zich door hun grachtflankering, m.a.w. in de aard van hun caponnières. In de vorm hiervan bestaan de volgende types:
- samengestelde gekazematteerde caponnières die hoofd- en zijfront flankeren (de meeste forten)
- caponnières met koepels uitgerust met 5,7 cm-kanonnen (Fort van Bornem)
- gedetacheerde reverscaponnières (Fort van Stabroek, Fort van Sint-Katelijne-Waver en Fort van 's Gravenwezel)
- aangehechte reverscaponnières (Fort van Brasschaat en Fort van Kessel).

De reverscaponnières zijn uitgerust met twee koepels voor een 5,7 cm-kanon en zijn voorzien van schietgaten die een betere bescherming bieden dan die van de samengestelde gekazematteerde caponnières.
Bornem heeft een afwijkende, niet-symmetrische structuur met achteraan een pseudogebastioneerd front i.p.v. een traditorebatterij. Alleen de forten voor de Scheldeverdediging (De Perel, Sint Filips) hadden 24 en 28 cm geschut. Ook de forten rond Luik en Namen hadden 21 cm houwitsers, echter met vrij beperkte reikwijdte van 6,9 km.

## Inzet van de Antwerpse forten tijdens militaire conflicten

### Tijdens de Eerste Wereldoorlog
Op 3 augustus 1914 eist de Duitse ambassadeur in Brussel een vrije doortocht door België om Frankrijk binnen te vallen. Het neutrale België weigert en op 4 augustus overschrijden Duitse legereenheden de Belgische grens in Gemmenich nabij Luik. Op 6 augustus vielen de Duitsers de Forten rond Luik aan. De Duitsers beschikten over geschut van 30,5 cm (Skoda Motor Mörser, dracht 9,6 km) en 42 cm kaliber (de Dikke Bertha; dracht 10 km), die met granaten van respectievelijk 380 kg en 1000 kg in staat waren om het ongewapend beton van de forten te vernietigen, terwijl ze zelf buiten het bereik van de Belgische artillerie konden blijven. Op 15 augustus 1914 werd het Fort Loncin verwoest door een Duitse voltreffer in het munitiedepot. Er werd lang aangenomen dat bij de ontploffing van het fort 350 soldaten omkwamen waarvan er 150 nog onder het puin zouden liggen. Recent onderzoek wijst echter uit dat er hooguit 144 soldaten omkwamen waarvan er vermoedelijk nog altijd 37 onder het puin liggen.
Na de inname van Luik rukten de Duitsers westwaarts en richtten op 4 september voor het eerst geschut op de as Walem-Breendonk. Het Duitse 3e Duitse Reservekorps (onder bevel van generaal Hans von Beseler) dat de aanval op Antwerpen zou uitvoeren beschikte over vier 30,5 cm en vier 42 cm kanonnen. Op 22 september werd de aanval op de verdediging van Antwerpen hernieuwd, maar nu op Walem-Lier met de bedoeling de fortengordel te doorbreken en Antwerpen te veroveren. De eerste beschietingen van de forten Walem (30,5 cm geschut) en Sint-Katelijne-Waver (zowel 30,5 als 42 cm geschut) begint op 28 september. Op 30 september heeft het zware Duitse geschut de forten Walem, Sint-Katelijne-Waver en Koningshooikt uitgeschakeld. Op 1 oktober vallen Fort van Sint-Katelijne-Waver en de schansen Dorpveld en Bosbeek in Duitse handen. Op 2 oktober ontruimt het Belgische leger Fort Lier en moet ook Fort Walem zich overgeven. Vervolgens vallen Fort Kessel en Fort Duffel op 4 oktober. Op 5 oktober begint de beschieting van Fort Broechem en komt Fort Oelegem in actie. Op 6 oktober is ook Fort Broechem uitgeschakeld. Daardoor is de stelling van Antwerpen onhoudbaar geworden.
Op 9 oktober geeft het Belgische leger de rechteroever op, maar eerst worden de forten Schoten, Brasschaat, Merksem, Kapellen en Lillo opgeblazen. Op 10 oktober 1914 is de slag om Antwerpen voorbij. Het leger geeft ook de linkeroever van de Schelde op en trekt zich terug op de IJzer. Het Antwerpse stadsbestuur vraagt en krijgt een staakt-het-vuren van het de Duitse opperbevel. De 'Conventie van Kontich' is een feit. In totaal vuurden de Duitsers 590 granaten van 42 cm en 2130 van 30,5 cm op de forten af. De forten konden weinig weerstand bieden aan een vijand die ze van afstand uitschakelde. Toch mag hun rol niet worden onderschat omdat ze aan het Belgisch leger de gelegenheid boden zich naar de Westhoek terug te trekken en daarmee aan vernietiging te ontsnappen.

### Tijdens het Interbellum en de Tweede Wereldoorlog
In de Eerste Wereldoorlog was de kwetsbaarheid van de forten duidelijk geworden. Evident was dat de ontwikkeling van artillerie sneller ging dan de bouw van daartegen bestendige forten. Het idee van forten had afgedaan. Na de Eerste Wereldoorlog werden de fortengordels daarom niet langer als verdedigingslinie gezien. De taak van de forten zou daarna bestaan uit ondersteuning van de verdediging van de Stelling Antwerpen in de vorm van infanteriesteunpunten.
Tussen de twee wereldoorlogen zijn daarom aan de forten kleine aanpassingen gedaan. Dit betrof:
- Herbewapening, waarbij delen van het oude geschut werden vervangen door de plaatsing van lichte en zware mitrailleurs. Hiervoor werden oude geschutskoepels vervangen door zogenaamde Abri elementaires, half cirkelvormige gepantserde bunkers. Hiervan werd per fort een zestal gebouwd.
- Plaatselijk verbeteren van de bepantsering door storting van gewapend beton,
- Plaatsing van ventilatie en inrichting van gasdichte lokalen.

Daarnaast dienden de forten primair als opslagplaatsen.
Van 1937 tot 1939 werd de buitenste fortengordel nog versterkt met de Antitankgracht: een 33 kilometer lange en 6 meter brede, zigzaggende gracht tussen het Schans van Massenhoven aan het Albertkanaal nabij Oelegem en de Scheldedijk aan de redoute van Berendrecht. De antitankgracht loopt kwartcirkelvormig rond Antwerpen op een afstand van 15 km van het stadscentrum. De antitankgracht heeft 15 sluizen om het waterniveau te reguleren. Deze worden verdedigd door sluisbunkers. Hiervan werd een dertiental gebouwd, waarvan er inmiddels twee zijn gesloopt. De twee overige sluizen werden verdedigd door nabije forten of schansen. De sluisbunkers waren bewapend met drie 13,2 mm mitrailleurs.
In de Tweede Wereldoorlog hebben de forten maar een beperkte rol gespeeld. Na de onverwacht vlugge uitschakeling van het Fort Eben-Emael op 10 en 11 mei 1940 met nieuwe militaire technieken (zweefvliegtuigen en holle lading) trekt het Belgische leger zich op 14 mei terug van de linie langs het Albertkanaal op de KW-stelling. Doordat de Duitsers op 13 mei de Maginotlinie bij Sedan doorbreken, besluit het leger zich verder terug te trekken en Antwerpen en de KW-stelling op te geven. Op 16 en 17 mei komen enkele forten nog in actie voornamelijk om de aftocht van het leger naar de westhoek te dekken.
De Duitsers onderhielden de forten gedurende de Tweede Wereldoorlog goed. Sommige werden als opslagplaats gebruikt. De Duitse bezetter gebruikte het Fort Eben-Emael om nieuwe wapens uit te testen op de geschutskoepels en kazematten. Fort Breendonk werd een doorvoerkamp (een zogenaamd 'Durchgangslager') voor afvoer naar Duitsland. In Fort Breendonk werden ook (ca. 200) executies verricht en bezweken minstens een honderdtal gevangenen - vooral politieke gevangenen - onder het terreurregime van de SS. Momenteel is het een nationaal gedenkteken en behoort het tot de Historische Pool van Defensie.

## Hedendaagse situatie

### De fortjes van 1852
Van de fortjes 1-7 van 1852 blijft vandaag niet veel meer over. De meeste zijn gesloopt of werden gereïntegreerd bij de aanleg van de Brialmontomwalling. Uitzondering vormt fortje 2 van Deurne dat in 1955 werd herbestemd en door architect Renaat Braem werd omgevormd tot een sport- en cultuurcentrum met de huidige Sporthal Arena als voornaamste herkenningspunt. Soms zijn vanuit de lucht de contouren van deze kleine vestingwerken nog te herkennen in het stratenpatroon. Fortje 1 van Merksem werd gesloopt om plaats te ruimen voor het huidige gemeentepark nabij de Bredabaan in Merksem. Het oude Lunet 2-3 van Deurne stond op de plaats waar nu het Waterbouwkundig Laboratorium van de Vlaamse Gemeenschap is gevestigd. Het (hulp)fortje 4 van Berchem werd in 1885 gesloopt voor de bouw van het Arsenaal en het nieuwe Krijgsgasthuis, beter bekend als het Militair Hospitaal Antwerpen. In 1993 werd de hele site omgevormd tot het huidige woonpark 't Groen Kwartier De andere fortjes (3,5,6 en 7) werden omgebouwd en opgenomen in de Grote Omwalling van 1859.

### De Brialmontomwalling
Hoewel de Brialmontomwalling reeds in 1906 was gedemilitariseerd, d.w.z. gedeclasseerd als verdedigingslinie en gedeeltelijk doorgestoken, zou het nog tot de aanleg van Antwerpse Ring (R1) en Antwerpse Singel (R11) vanaf 1963 duren vooraleer de omwalling volledig werd gesloopt. Sindsdien blijven er van de 'Grote Omwalling' nog slechts enkele geïsoleerde, tot parken omgevormde relicten over. Zo zijn het Kielse Mastvest aan de voormalige Jeugdherberg (oorspronkelijk ravelijn 10-11), het Halfmaantje in het Nachtegalenpark, de Brilschans in Berchem, het De Villegaspark (aan de voormalige Berchemsepoort) en het natuurgebied Wolvenberg (met een remise in de voorwal) unieke restanten van wat zo'n 150 jaar geleden schansen, lunetten en grachten en wallen waren. In de hoop deze groene oasen opnieuw tot één groot natuurgebied te verbinden, stippelde de Antwerpse vzw 'Antwerpen Averechts' in 2013 in samenwerking met buurtbewoners de fietsroute Van Brialmontomwalling tot Ringland uit. Het Noordkasteel werd in 1913 gesloopt om plaats te maken voor de verdere uitbreiding van de haven (Amerikadok). Het resterende deel was van 1934 tot 1969 een populair recreatieoord. In de koepelopening van de halve caponnière 1 stond van 1936 tot 1974 (op de plaats van de huidige stadsmagazijnen aan de Oosterweelsteenweg) de Buulmolen uit Olen. Tegenwoordig is er van het kasteel enkel nog een groengebied met een stukje omwalling (van de fronten 1-2 en 2-3) aan de roeivijver (de voormalige hoofdgracht) vlak bij de Hogere Zeevaartschool over.

### De Brialmontforten
Met uitzondering van Fort 1, dat werd gesloopt in 1959 (na exact 100 jaar) bij het rechttrekken van de Turnhoutsebaan (N12) en waar nu het Wijnegem Shop Eat Enjoy is gevestigd, zijn de overige zeven Brialmontforten tot vandaag nog redelijk intact gebleven. In 1971 werden de forten 2, 3, 5, 6, 7 en 8 en de Antitankgracht van Oelegem tot Stabroek, overgedragen aan het Ministerie van Financiën. Op 15 juni 1977 werden de forten van 1859, met uitzondering van het als monument beschermde fort 4, eigendom van de Provincie Antwerpen die ze in november van dat jaar doorverkocht aan de gemeenten. Sindsdien zijn een aantal van hen verder doorverkocht aan particulieren of privé-instellingen.
Vandaag zijn de meeste forten op het gewestplan ingekleurd als parkgebied en/of gebied voor dagrecreatie. Sommige forten genieten nog extra bescherming door de Europese Habitatrichtlijn voor vleermuizen. Enkele forten herbergen ook een universiteitsfaculteit met een uitgebreide sportinfrastructuur (fort 6), huisvesten musea (fort 2) of zijn ingericht als natuurreservaat (fort 7).
Van de forten van de Wet van 1870 bestaan de forten Merksem, Kruibeke, Sint Filips en Zwijndrecht nog. Fort De Perel is in de Tweede Wereldoorlog opgeblazen door de Duitsers. De laatste restanten werden gesloopt in 1958. Van deze forten zijn er 2 nog militair domein, 1 recreatiedomein en 1 natuurgebied.

### De Sperforten
Alle sperforten uit de periode 1877-1883 (Walem, Lier, Steendorp, Schoten) bestaan nog. Van de schansen uit de periode 1883-1893 bestaan die in Duffel en Kapellen nog; Oorderen en Berendrecht zijn gesloopt voor de uitbreiding van de haven. Van deze forten is nog 1 militair domein, 1 natuurgebied, 1 gemeente-eigendom (vroeger Ministerie van Financiën) en 1 is eigendom van een schietclub annex radioamateurs. Schans Kapellen is nog militair terrein. Schans Duffel is privé, maar werd inmiddels deels gerestaureerd en opengesteld (en kan bezocht worden) mede door Europees geld voor onderhoud. Fort van Sint-Katelijne-Waver is bebouwd met recreatiehuisjes, Fort Stabroek is recreatieterrein (paint ball).

### De Hoofdweerstandstelling
Alle forten gebouwd tussen 1906 en 1914 bestaan nog. Behalve schans Massenhoven die werd gesloopt voor de aanleg van een spaarbekken langs het Albertkanaal bestaan alle schansen ook nu nog. De schansen Smoutakker en Schilde werden opgeblazen door de terugtrekkende Belgen in de Eerste Wereldoorlog. Van de forten uit de periode 1906-1914 zijn er drie militair domein, 1 bebouwd met recreatiehuisjes, 1 bebouwd met vissershuisjes, 2 museum, 2 privé eigendom, 3 recreatiedomein.
Veel van de forten dienen nu als overwinteringsplaats voor vleermuizen. Dit geldt voor 5 van de forten 1-8 en 11 van de later gebouwde forten. Fort Oelegem heeft de grootste aantallen vleermuizen, namelijk meer dan 1300 die overwinteren. De andere forten herbergen kleinere aantallen tussen 20 en 900. 19 forten zijn daarom Europees beschermd als Natura 2000-gebied 'Historische fortengordels van Antwerpen als vleermuizenhabitat' (habitatrichtlijngebied BE2100045).

## Naslagwerk
- Robert Gils, Antwerpse forten 1914, Uitgeverij Lanno, Tielt, 2004, ISBN 9789401417419
- Hilde Verboven, Erfgoed waarderen. Hoe doe je dat? Fortengordels rond Antwerpen: deel 1 en deel 2 (waarderingskader in een matrix), Onderzoeksrapporten agentschap Onroerend Erfgoed nr. 207, Brussel.